# Smaky
Smaky war einer der ersten Personal Computer aus dem Jahr 1974. Entwickelt wurde der Smaky im Laboratoire de Micro-Informatique (LAMI) der  École polytechnique fédérale de Lausanne (EPFL) von Jean-Daniel Nicoud und weiterentwickelt von weiteren Studierenden der EFPL sowie der Firma Epsitec. Der Name Smaky leitet sich von den englischen Wörtern smart und keyboard ab.
Das Ziel der Entwicklung war, die Größe des Computers so weit zu verringern, dass dieser die Größe einer Tastatur nicht überschreitet und so unter der Tastatur platziert werden kann. Im Gegensatz zu den damals geläufigen Modellen waren außer dem Smaky nun nur noch ein Bildschirm und ein elektrischer Anschluss notwendig.
Durch ein quelloffenes Betriebssystem kam es, dass ab dem Smaky 6 (Hobby)-Entwickler außerhalb von Epsitec Softwareprogramme für den Smaky geschrieben haben. So entwickelte sich auch durch die Verwendung in Schweizer Schulen ein Interesse unter den Schülerinnen und Schülern an der Programmierung von Computerspielen und weiterer Software.
Insgesamt wurden ca. 5000 Smakys produziert. Im Jahr 2001 waren noch ca. 1000 Smakys in Betrieb, die teilweise über 10 Jahre alt waren.

## Modelle

### Smaky 1–5
Der Smaky 1 war aus einem Prozessor-Tastatur-Kasten und einer Bildschirm-Stromversorgungskarte gebaut. Die Module der Hauptplatine wurden mit einem BusMu, einem damalige Standard für Datenbussysteme, mit wärmeverschweißbarem Draht verbunden. Es gab ca. 5 Smaky 1.

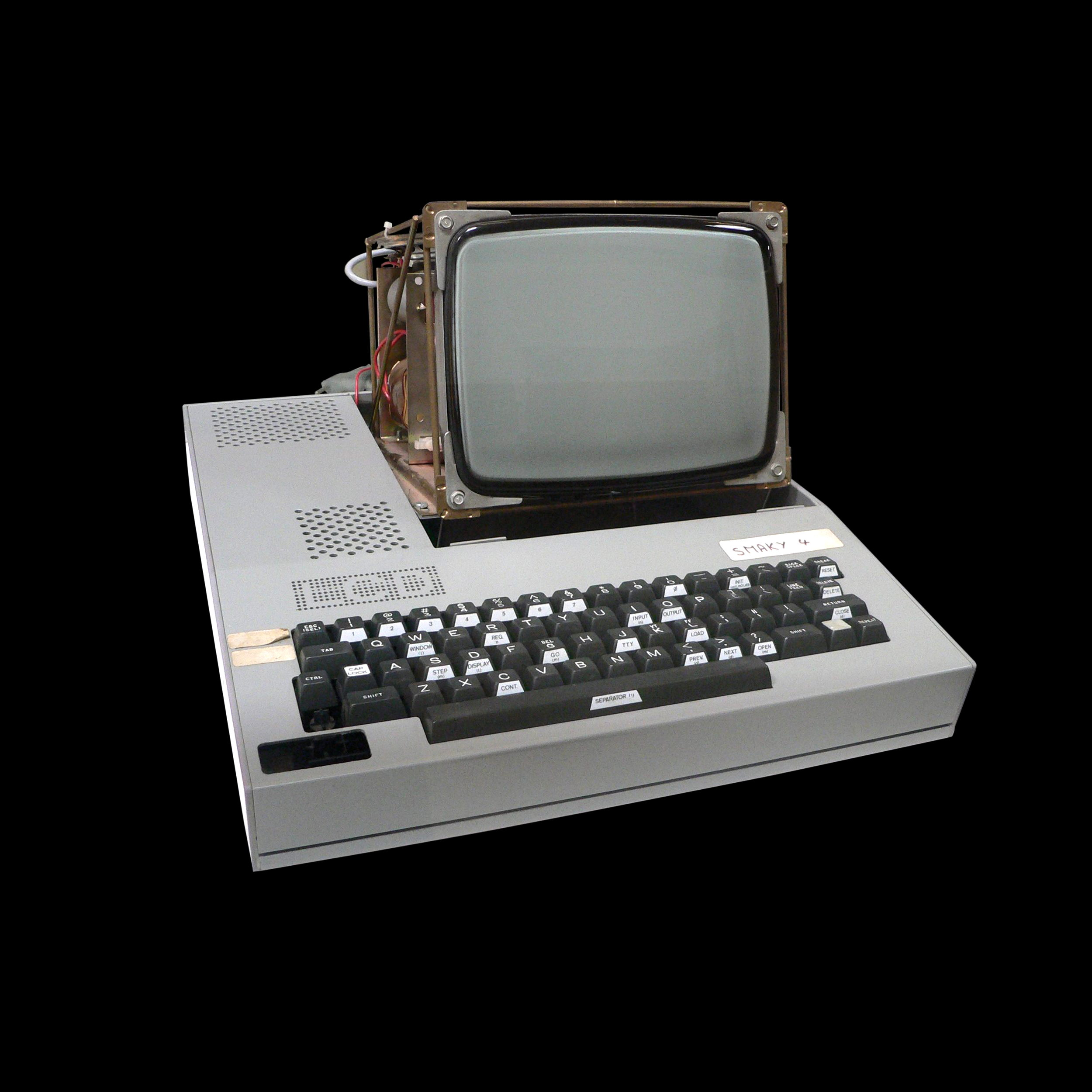
Smaky 4

Im Smaky 1, 2 und 4 wurden Intel-8080-Prozessoren verwendet. Vom Smaky 2 (1975) und Smaky 3 wurden jeweils 5 Einheiten gebaut, die beim Smaky 3 jedoch nie fertiggestellt wurden. Der Smaky 3 basierte weitestgehend auf dem Smaky 2, wurde aber mit einem Motorola-68000-Prozessor entworfen. Weiterentwickelt wurde der Smaky insbesondere im Hinblick auf den Bildschirmcontroller, der kompakter und leistungsfähiger wurde. Die Bildschirmgröße wurde auch größer und betrug beim Smaky 4 (1975) bereits 7 Zoll, statt 5 Zoll wie beim Smaky 2. Die Auflösung des Smaky 4 beträgt 256 × 160 Pixel und es wurden 20 Geräte gebaut, welche an der ETH Zürich und der EPFL eingesetzt wurden.
Der Smaky 5 wurde für Bobst Graphic im Jahr 1977 unter dem Namen Scrib entwickelt. Er umfasste zusätzlich einen Thermodrucker und einen Akustikkoppler für journalistische Anwendungszwecke.

### Smaky 6

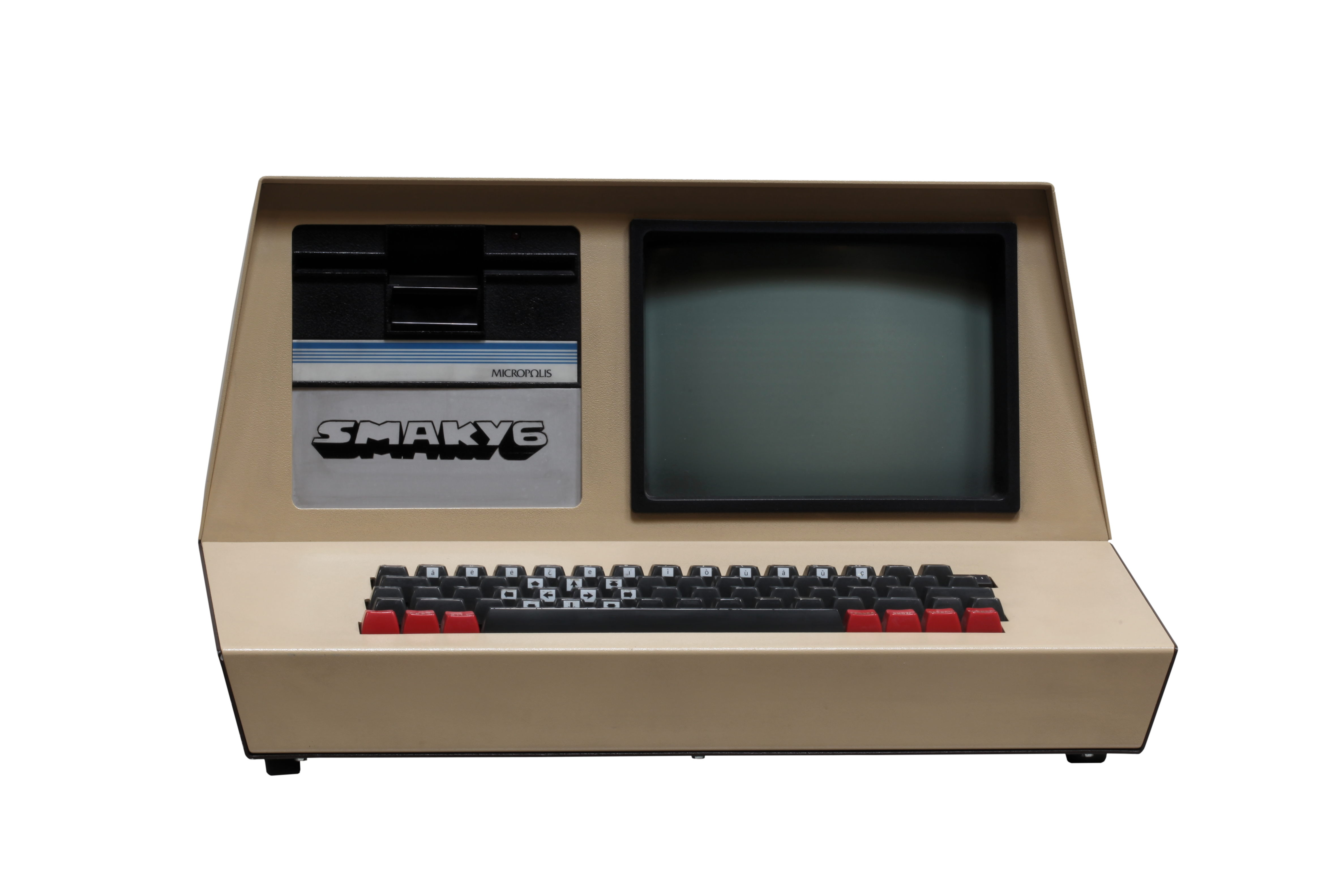
Smaky 6

Durch das steigende Interesse an Smakys wurde 1978 die Firma Epsitec gegründet, um den Smaky 6 zu produzieren. Diese basierten auf einem Zilog-Mikroprozessor (8 Bit) und verfügten über einen Speicher von 32 Kilobyte und einen Grafikbildschirm mit 256 × 120 Pixeln. Außerdem konnte mit Disketten und 5-Zoll-Festplatten ein nutzbarer Massenspeicher realisiert werden und es konnten mehrere Computer untereinander vernetzt werden. Es wurden ca. 450 Smaky 6 produziert, welche zwischen 1979 und 1983 in Schulen verwendet wurden. Auch eine tragbare Version des Smaky 6 wurde entwickelt.

### Smaky 8
Aufgrund der Erfolge des Smaky 6 wurde schließlich der Smaky 8 entwickelt, welcher im Jahr 1981 auf den Markt kam. Er besaß im Gegensatz zum Smaky 6 den Motorola-68000-Prozessor, eine 32-Bit-Architektur und konnte u. a. bereits mit einer Computermaus bedient werden.

### Smaky 100

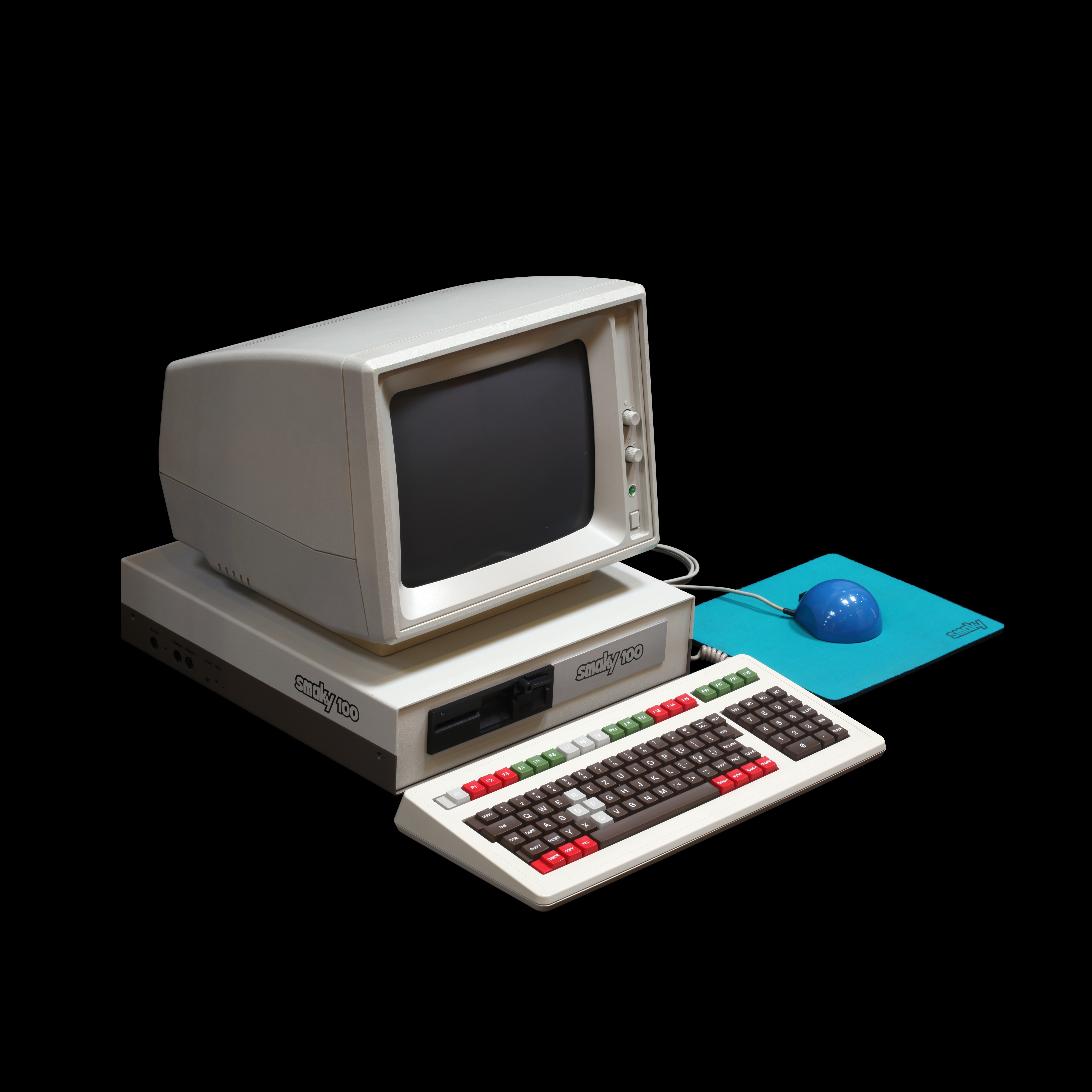
Smaky 100

Nachfolger des Smaky 8 wurde der Smaky 100 im Jahr 1984. Der Motorola-68000-Prozessor wurde auch hier verbaut. Die Besonderheit war hier die erstmalige Trennung von Bildschirm, Computer und Tastatur. Ein Großteil der 1500 produzierten Smaky 8 wurde in Schulen in der Westschweiz verwendet.

### Smaky 324
Der Smaky 324 wurde im Jahr 1987 lanciert. Verbaut wurden ein 68020-Hauptprozessor sowie ein 68881-Coprozessor sowie 16 MB Arbeitsspeicher. Mit dem Computer wurde eine Schwarz-Weiß-Bildschirm im A4-Format geliefert, außerdem war eine Verbindung mit Ricoh-Laserdruckern im Rahmen einer Drucksoftware möglich. Die Leistung des Smaky 324 war ca. sieben Mal so hoch wie die des Smaky 100. Es wurden ca. 300 Smaky 324 zu einem Preis von je 12.000 Schweizer Franken produziert.

### Smaky 300
Der Smaky 300 war der erste Smaky, der mit einem Farbbildschirm geliefert wurde; es wurde im Jahr 1990 vorgestellt. Er wurde speziell als kostengünstigere Variante für Schweizer Schulen mit einem Motorola-68030-Prozessor entwickelt und war auch der erste Smaky, welcher das selbsgesteckte Ziel erfüllte, dass der Computer die Größe der Tastatur nicht überschreitet.

### Smaky 196
Der Smaky 196 wurde mit dem Ziel entwickelt, die ca. 100 im LAMI verwendeten Smaky 100 zu ersetzen. Hier bildete die Tastatur das Gehäuse, weshalb diese ca. 1 cm dicker war. Verbaut wurde der Motorola-68030-Prozessor sowie 4 bzw. 8 MB Arbeitsspeicher.

### Smaky 130

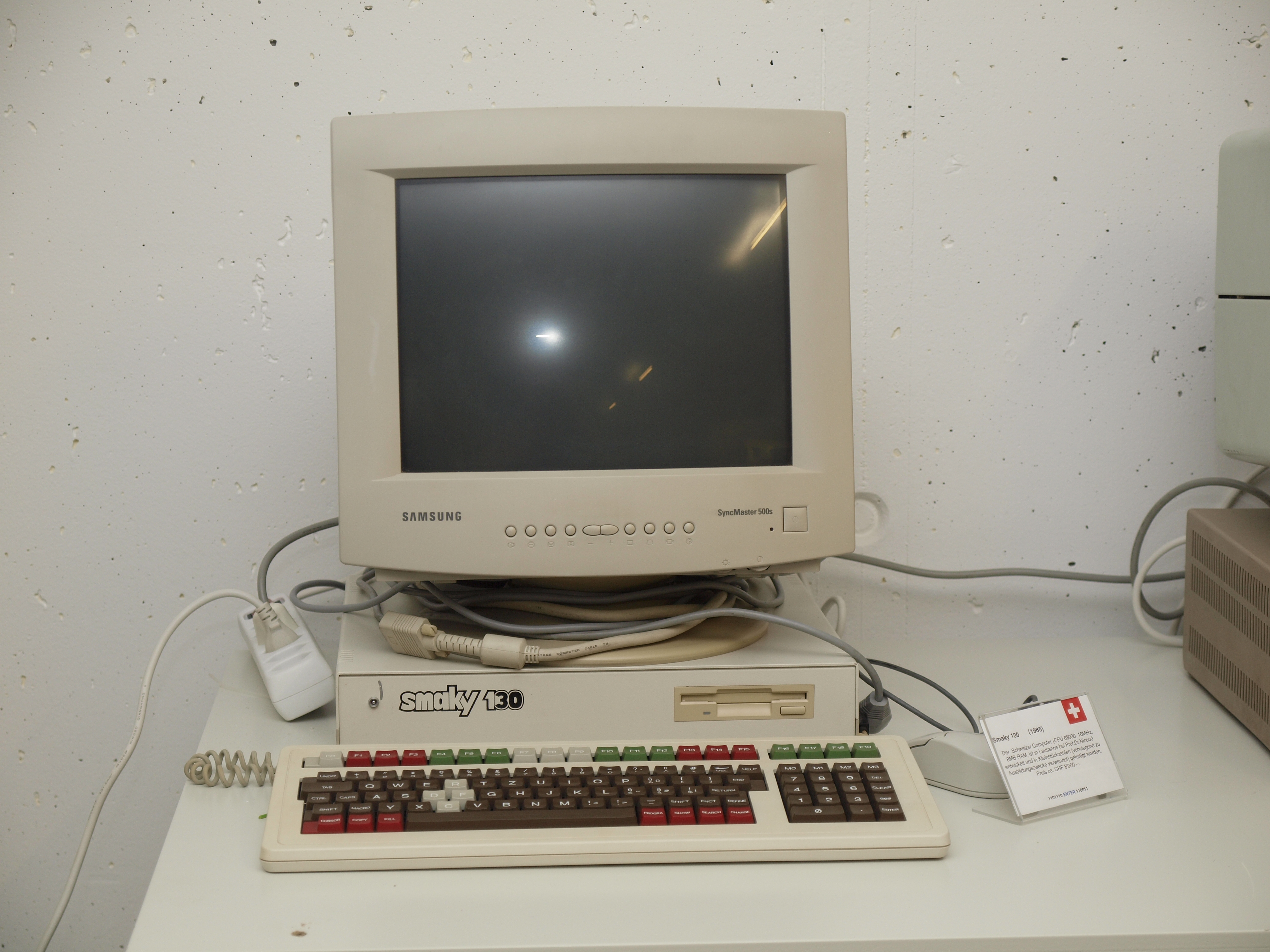
Smaky 130 im Enter-Museum

Im Smaky 130 aus dem Jahr 1990 besaß einen eigenen Grafikchip und ansonsten ähnliche Komponenten sowie den gleichen Prozessor wie der Smaky 196.
Es wurde eine mechanische Kompatibilität mit dem Smaky 100 hergestellt. So musste lediglich die Prozessorkarte des Smaky 100 mit der des Smaky 1130 ausgetauscht werden, um einen Rechner mit der zehnfachen Geschwindigkeit zu erhalten.
Ca. 2000 Smaky 130 wurden verkauft, von denen im Jahr 2002 noch ca. 500 im Einsatz waren.

### Smaky 400
Hierbei handelt es sich nicht mehr um einen Computer, sondern um eine PCI-Steckkarte für Windows NT, 2000 und XP aus dem Jahr 1992.
Aufgrund der einsetzenden Massentauglichkeit von PC und den damit verbundenen geringeren Preisen sowie erhöhtem Entwicklungsaufwand für Software und der mittlerweile veralteten Architektur der bisherigen Smakys wurde entschieden, diesen Ansatz zu verfolgen, um neuere PCs mit anderen Smakys vernetzen zu können und die Smaky-Software weiterhin verwenden zu können. Daher wurde der Smaky 400 auch Smaky-infini genannt, da er solange laufen konnte, wie Windows NT, 2000 oder XP verwendet wurden. Von diesen PCI-Steckkarten wurden ca. 200 Stück produziert.